# 太空超人 (2026年電影)
《太空超人》（英語：Masters of the Universe）是一部2026年美國超級英雄電影，改編自美泰兒旗下同名跨媒體製作，也是1987年電影《決勝時空戰區》的重啟電影，由崔維斯·奈特執導，克里斯·巴特勒撰寫劇本，尼可拉斯·葛拉辛、卡蜜拉·曼德絲、傑瑞德·雷托、愛莉森·布里、伊卓瑞斯·艾巴、山姆·C·威森、哈夫索爾·尤利爾斯·比昂森以及科喬·阿塔主演。
《太空超人》由亞馬遜米高梅工作室排定2026年6月5日於美國上映。

## 演員
- 尼可拉斯·葛拉辛飾演亞當王子／太空超人
- 卡蜜拉·曼德絲飾演泰拉（英语：Teela）
- 傑瑞德·雷托飾演骷髏王（英语：Skeletor）
- 愛莉森·布里飾演邪惡琳（英语：Evil-Lyn）
- 伊卓瑞斯·艾巴飾演鄧肯隊長（英语：Man-At-Arms）
- 山姆·C·威森（Sam C. Wilson）飾演鯊魚嘴（英语：Trap Jaw）
- 哈夫索爾·尤利爾斯·比昂森飾演山羊人（英语：Goat Man (Masters of the Universe)）
- 科喬·阿塔（Kojo Attah）飾演千里眼（英语：Tri-Klops）

## 製作

### 發展
2007年，有傳言吳宇森將執導重啟版的《太空超人》電影，儘管網路上流傳各種有關該片的製作及選角的傳聞，但該計劃仍未正式獲批綠燈製作。隨後《太空超人》的電影版權已被美泰兒收回。2007年5月，宣布重啟版的《太空超人》電影正在製作中，片名為《葛雷堡：太空超人》（Grayskull: Masters of the Universe），由喬·西佛製片，賈斯汀·馬克斯編劇。
2009年1月，華納兄弟宣布約翰·史蒂芬森將執導該片。5月，劇本由伊凡·道格提編寫，史蒂芬森仍擔任導演職務。2009年9月，由於美泰兒與製片人喬·西佛在創作方向未能達成共識，索尼影視娛樂從華納兄弟影片接管製作真人改編的電影版權。索尼和逃生藝術家娛樂的陶德·布萊克、傑森·布盧門塔爾（Jason Blumenthal）和史蒂夫·蒂施將為哥倫比亞影業重新開發該電影計劃。2010年4月，索尼聘請了編劇麥克·芬奇（Mike Finch）和亞歷克斯·利特瓦克（Alex Litvak）編寫新的劇本。
2012年7月，據報導朱浩偉正在洽談執導該片。曾在《決勝時空戰區》飾演太空超人的杜夫·朗格接受IGN採訪時透露他可能會在重啟電影飾演藍道國王。2012年10月，李察·威克獲聘重寫電影劇本。2013年3月，朱浩偉表示電影仍處於早期測試階段，而且是個起源故事。10月，據《好萊塢報導》，朱浩偉退出執導，泰瑞·羅西奧將擔任編劇，故事背景設定在伊坦尼亞星（Eternia）。
2014年1月，電視節目《Schmoes Know》透露，喬·柯尼許、雷恩·強生、安迪·馬希提、科克·德密科、克里斯·桑德斯以及菲爾·洛德與克里斯多福·米勒都是導演候選人。2月，據報導麥克·卡希爾、傑夫·瓦德洛、哈洛德‧茲瓦特和克里斯·麥凱都被列入最終候選名單。4月，《Schmoes Know》透露瓦德洛將執導電影，而《好萊塢報導》則宣布瓦德洛正在重寫劇本，導演人選仍未決定。
2015年8月，據報導克里斯托弗·約斯特獲聘重新編寫劇本。2016年1月，據《Deadline Hollywood》報導，McG將執導該片，戴範·法蘭克林擔任製片人。2016年6月，凱蘭·魯茲透露他已經與McG和製片人瑪莉·比奧拉（Mary Viola）為出演角色太空超人會面。2017年4月，宣布電影將於2019年12月18日上映，而McG退出執導，大衛·S·高耶已獲聘重寫劇本。12月，據報導高耶不僅是編劇，還將執導電影。2018年2月，據《綜藝》報導，高耶已辭去導演職務，專注於其他電影計劃，但他仍將擔任執行製片人和編劇。製片商對他提交的新劇本非常滿意，並且與其他導演會面。
2018年4月，據《綜藝》報導，亞倫·尼和亞當·尼將執導該片。2019年1月，阿特·馬庫姆和馬特·霍洛威重寫新草稿。2019年3月，據報導諾亞·森迪尼奧正在洽談出演太空超人，並於4月正式確認出演該角色。2021年4月，森迪尼奧宣布辭演。
2022年1月，Netflix宣布已從索尼收購其改編版權，此前Netflix曾製作動畫影集《太空超人：啟示錄》和《太空超人》，並且由凱爾·艾倫出演太空超人。據透露，亞倫·尼和亞當·尼與大衛·卡拉漢已經撰寫了新的劇本草稿。2022年10月，艾倫表示為了準備演出，他每天鍛鍊六個小時。2023年7月，儘管電影已經花費3000萬美金籌拍，但是Netflix最終以預算問題為理由取消製作。

### 前期製作
2023年11月，據透露亞馬遜米高梅工作室有意收購《太空超人》的電影版權。2024年2月，崔維斯·奈特為執導電影進入最終洽談階段，克里斯·巴特勒則獲聘重寫劇本。2024年5月，奈特正式確認執導。同月，尼可拉斯·葛拉辛簽約出演太空超人。8月，卡蜜拉·曼德絲簽約出演泰拉。9月，愛莉森·布里簽約出演邪惡琳，而傑瑞德·雷托收到出演骷髏王的提案。11月，伊卓瑞斯·艾巴簽約出演鄧肯隊長。12月，雷托確認出演骷髏王，而山姆·C·威森（Sam C. Wilson）簽約出演鯊魚嘴、哈夫索爾·尤利爾斯·比昂森簽約出演山羊人以及科喬·阿塔（Kojo Attah）簽約出演千里眼。

### 拍攝
電影於2025年1月6日在倫敦展開主體拍攝，法比安·華格納擔任攝影師。拍攝原定於2019年7月在布拉格、2022年夏天和2023年4月開拍。

## 發行
《太空超人》由亞馬遜米高梅工作室排定2026年6月5日於美國上映。

## 外部連結
- 互联网电影数据库（IMDb）上《太空超人》的资料（英文）